# Siemens-Martinoven

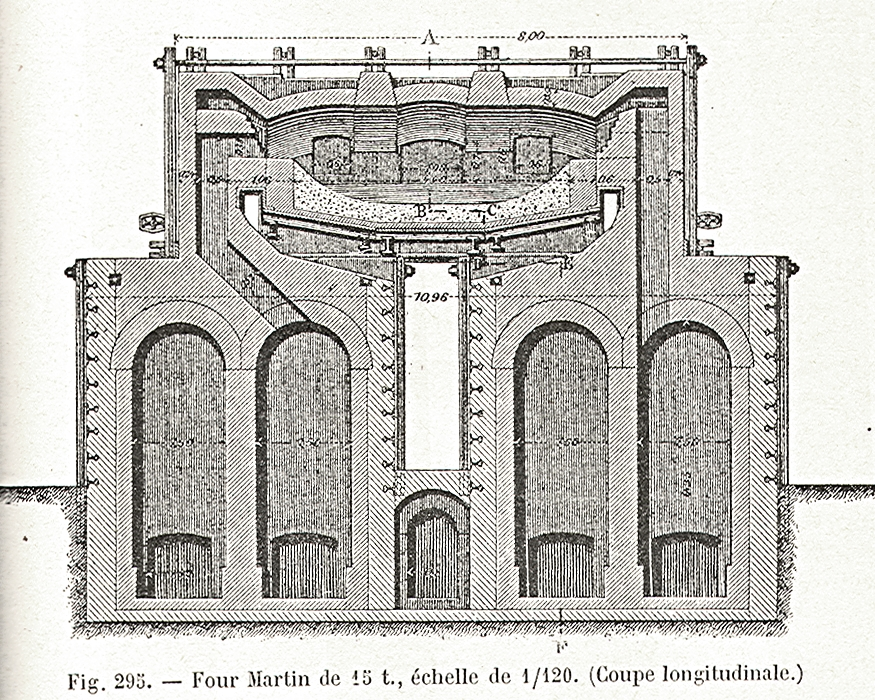
Siemens-Martinoven uit 1895

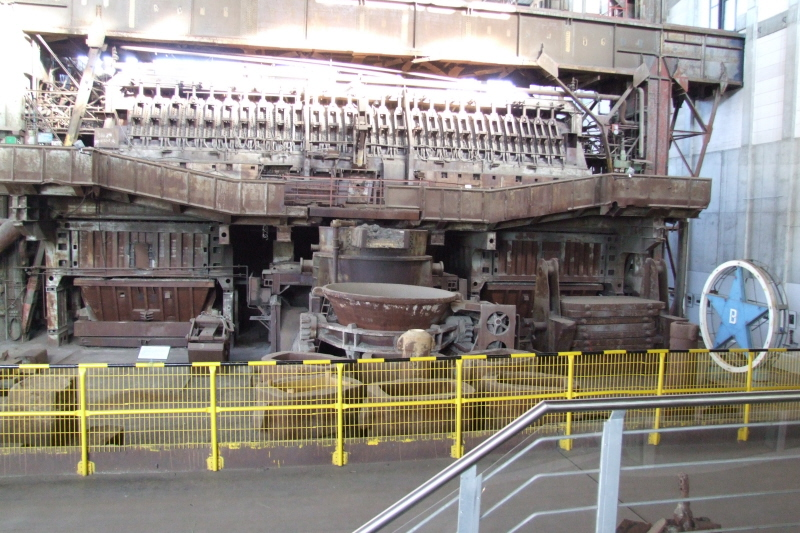
Siemens-Martinoven

Een Siemens-Martinoven is een vlamoven om staal te bereiden uit ruwijzer volgens het Siemens-Martinproces.
Het Siemens-Martinproces is vernoemd naar de uitvinders Pierre-Émile Martin (1824-1915) uit Frankrijk en de Duitse Carl Wilhelm Siemens (1823-1883). In 1865 werd het voor het eerst op industriële schaal toegepast.
De basis van dit proces is om de overtollige koolstof uit het ruwijzer te oxideren met behulp van een toeslag, bestaande uit schroot, ijzererts en kalksteen. In een met vuurvaste stenen beklede oven werd aan het vloeibare ruwijzer een hoeveelheid schroot toegevoegd. Met behulp van regeneratieve warmtewisselaars wordt de temperatuur in de oven opgevoerd tot 1800°C. Als brandstof voor de vlam die urenlang over het vloeibare ijzerbad streek werd generatorgas of stookolie gebruikt. Door deze langdurige verhitting werd het ruwijzer ontdaan van ongewenste stoffen.
Het Siemens-Martinproces is ongeschikt voor fosforrijke metaalertsen. Sinds 1877 werd daartoe de Thomas-convertor gebruikt. Om deze redenen werd in België het Siemens-Martinproces slechts sporadisch toegepast. 
In Nederland werd het proces bij Koninklijke Hoogovens te IJmuiden toegepast, en wel van 1939 tot 1972. In 1937 nam Hoogovens het besluit een staalfabriek te bouwen met een Siemens-Martinoven met een capaciteit van 60 ton of zo'n 50.000 ton staal op jaarbasis. Deze eerste oven kwam in maart 1939 in gebruik en de zesde en laatste in 1957. Het Siemens-Martinproces werd een decennium later vervangen door het oxystaalproces. In 1958 kwamen de eerste twee 60-tons converters van de oxystaalfabriek 1 in bedrijf en gaandeweg namen deze het staalproductie over van de Siemens-Martinovens. In 1972 werd de Martinstaalfabriek van Hoogovens buiten gebruik gesteld. 
Ook Nedstaal, onderdeel van de voormalige Nederlandse Kabelfabriek in Alblasserdam installeerde eind jaren 30 twee Siemens-Martin ovens. Deze werden half jaren 60 buiten gebruik gesteld omdat men overstapte op het oxystaalproces, hiertoe werden eind jaren 50 al twee Vlamboogovens geïnstalleerd van Brown, Boveri & Cie. Niet veel later werden ook daar de door Maerz gebouwde Martinovens ontmanteld.